# Фёль

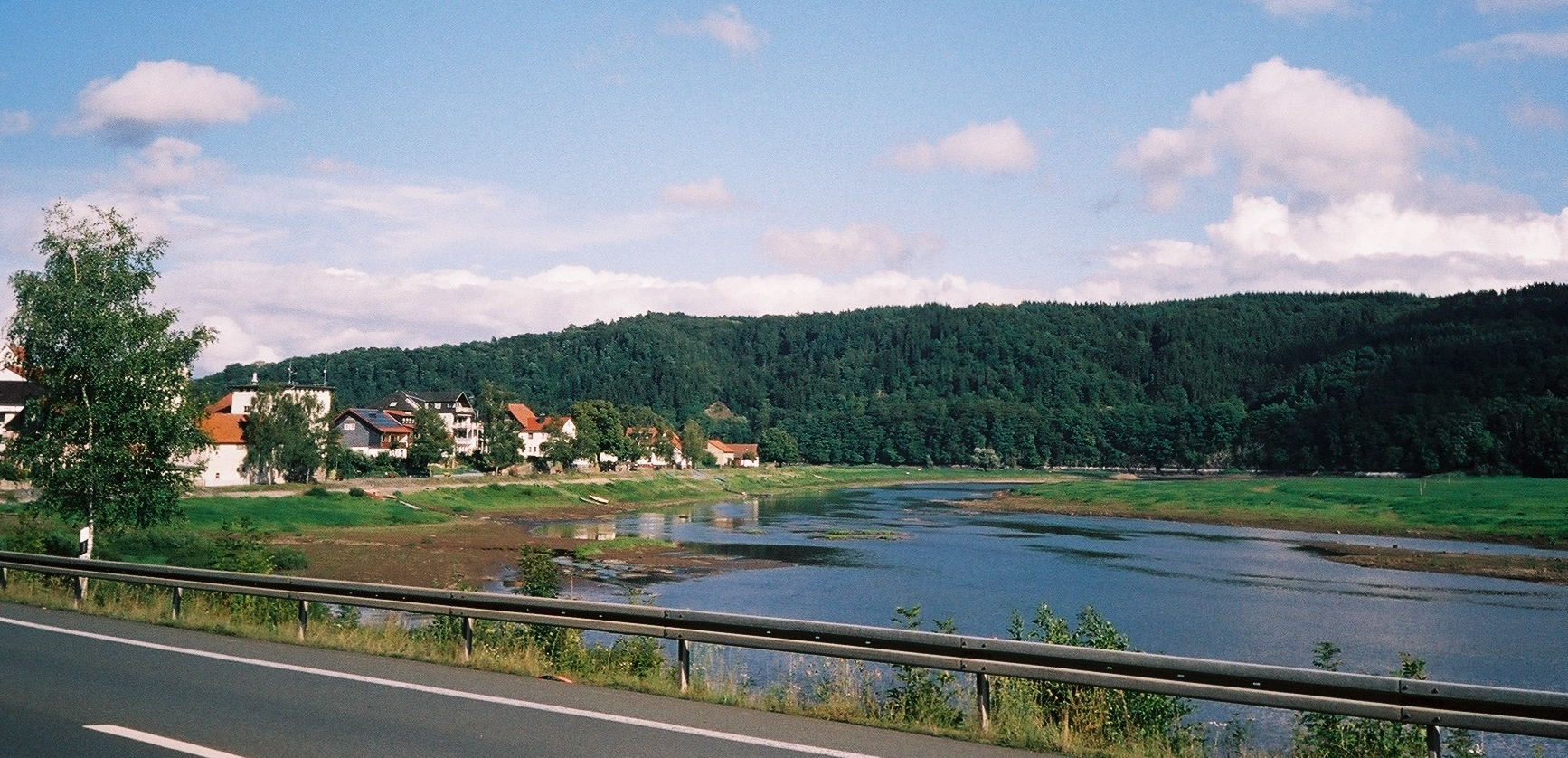
Фёль

Фёль (нем. Vöhl) — община в Германии, в земле Гессен. Подчиняется административному округу Кассель. Входит в состав района Вальдек-Франкенберг. Население составляет 6037 человек (на 31 декабря 2010 года). Занимает площадь 98,81 км².